# رامشتاين
رَامْشْتاين (بالألمانية: Rammstein) وهو فريق ميتال ألماني من برلين، تأسس عام 1994، لهم العديد من الاغاني الناجحة.
أغاني الفرقة أكثرها باللغة الألمانية ولكن لهم بعض الأغاني أو مقاطع من أغاني بلغات ثانية كالإنكليزية والفرنسية والإسبانية والروسية.
في عام 2009 باعت الفرقة أكثر من 15 مليون نسخة حول العالم. ومن المعروف العروض الحية الحائز على جائزة رامشتاين لعناصرها النارية وداخل وخارج مرحلة المسرحية على حد سواء.

## الألبومات الغنائية
- هيرتسلايد - 1995
- Sehnsucht (album) - 1997
- مورر - 2001
- Reise, Reise - 2004
- Rosenrot - 2005
- Liebe Ist Für Alle Da - 2009

## وصلات خارجية
- رامشتاين على موقع IMDb (الإنجليزية)
- رامشتاين على موقع ميوزك برينز (الإنجليزية)
- رامشتاين على موقع أول ميوزيك (الإنجليزية)
- رامشتاين على موقع ديسكوغز (الإنجليزية)

- الموقع الرسمي بالألمانية